# Ставский, Владимир Петрович
Влади́мир Петро́вич Ста́вский (настоящая фамилия Кирпи́чников; 12 (25) августа 1900 — 14 ноября 1943) — советский писатель, военный корреспондент, редактор, литературный функционер. Генеральный секретарь СП СССР в 1936—1941. Член РКП(б) с 1918 года.

## Биография
Родился в рабочей семье. В 1915 году окончил пять классов Пензенского реального училища. Рано умер отец — столяр-краснодеревщик, а в 1915 г. умерла мать. Был разнорабочим, молотобойцем на строительстве артиллерийского трубочного завода, в 1916—1917 гг. — рабочим писчебумажной фабрики купца П. В. Сергеева (впоследствии — фабрика «Маяк революции», ныне — ОАО «Маяк»). На здании дома культуры фабрики в Пензе в советское время была установлена мемориальная доска Ставскому.

### В Красной Армии и РКП (б)
В 1918 году вступил в Красную гвардию, командир Рузаевского отряда по борьбе с контрреволюцией. Подавлял восстания в уездах. В конце мая 1918 года во главе Рузаевского отряда принял активное участие в подавлении восстания Чехословацкого корпуса в Пензе, был ранен. Путь, начатый в красногвардейском отряде, продолжил на фронтах гражданской войны, был разведчиком, Реввоенсовет Кавказского фронта наградил его именными золотыми часами.
В августе 1918 года переведён в штаб 1-й армии Восточного фронта, затем в органы Особого отдела ВЧК фронта. В конце 1919 года в Особом отделе ВЧК на Юго-Востоке. Комиссар топографического и административного отделов Отдельной Кавказской Краснознамённой армии. Демобилизован в конце 1922 года.
С 1924 года занимался журналистской и литературной работой, редактор ростовской газеты «Молот». В 1925 году инструктор крайкома ВКП(б).

### Среди пролетарских писателей
С 1926 года секретарь Северо-Кавказской ассоциации пролетарских писателей (СКАПП). С 1927 главный редактор ростовского журнала «На подъёме». Одновременно в 1928 году организатор хлебозаготовок в кубанских станицах. С 1928 года секретарь РАПП в Москве.
С 1932 года по поручению ЦК участвовал в организации Союза писателей СССР, на Первом съезде избран в президиум правления СП.
С 1936 года генеральный секретарь СП СССР.
В 1937—1941 годах главный редактор журнала «Новый мир».
Участник Второго международного конгресса писателей (Мадрид, июль 1937 года).
Член Комиссии партийного контроля при ЦК ВКП(б) (1934—1939). Депутат ВС СССР 1-го созыва.

### «Вопрос о Мандельштаме»
Во время ссылки О. Мандельштама в Воронеж Ставский помогал сдавать принадлежащую Мандельштамам квартиру в Москве (Нащокинский пер. 3-5, кв.26, бывшая ул. Фурманова), передавал причитающиеся за это деньги (600 рублей в месяц) Надежде Яковлевне. Однако именно он направил заявление 16 марта 1938 года на имя наркома НКВД Н. И. Ежова, предлагая «решить вопрос о Мандельштаме»: «Сейчас он вместе с женой живет под Москвой. Но на деле — он часто бывает в Москве у своих друзей, главным образом — литераторов. Его поддерживают, собирают для него деньги, делают из него „страдальца“ — гениального поэта, никем не признанного. В защиту его открыто выступали Валентин Катаев, И. Прут и другие литераторы, выступали остро. С целью разрядить обстановку — О. Мандельштаму была оказана материальная поддержка через Литфонд. Но это не решает всего вопроса о Мандельштаме. Вопрос не только и не столько в нем, авторе похабных клеветнических стихов о руководстве партии и всего советского народа. Вопрос — об отношении к Мандельштаму группы видных советских писателей. И я обращаюсь к Вам, Николай Иванович, с просьбой помочь». Вскоре поэт был арестован и осуждён к ссылке на Дальний Восток.
После визита к Михаилу Шолохову 16 сентября 1937 года Ставский написал донос на имя Сталина, в котором говорил о «грубых политических ошибках» Шолохова. Однако это заявление эффекта не имело.

### Военный корреспондент

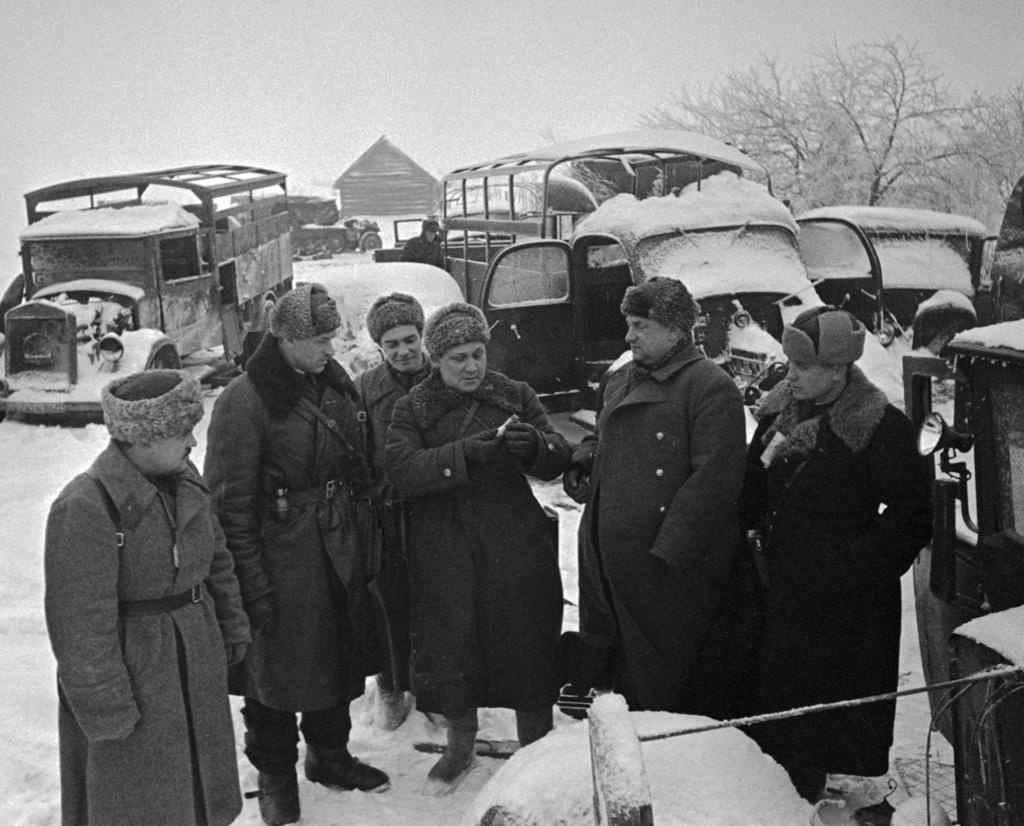
Командующий 16-й армией К. К. Рокоссовский (второй слева), член Военного Совета А. А. Лобачев и корреспондент «Правды» В. П. Ставский осматривают захваченную советскими войсками технику противника, 10 декабря 1941 г.

Военный корреспондент на Халхин-Голе и на финской войне, где получил тяжёлое ранение. С 29 июня 1941 года специальный военный корреспондент газеты «Правда» на Западном и Калининском фронтах. «…Ставский — единственный из советских писателей, кто был до войны дважды награждён орденом Красного Знамени. Ещё один боевой орден вручили ему монголы. На передовой писатель и журналист вёл себя достойно, да и в личном мужестве ему не откажешь».
Погиб 14 ноября 1943 года во время вылазки за нейтральную полосу вместе со снайпером Клавдией Ивановой недалеко от Невеля. Похоронен в Великих Луках.

## Семья
Дочь — театральный педагог Людмила Владимировна Ставская (1927—2000).

## Награды
- орден Ленина (1943, посмертно)
- 2 ордена Красного Знамени
- орден «Знак Почёта» (31.01.1939)
- орден Красного Знамени (Монголия) (1939)

## Сочинения
- «Прошли», 1924 (очерки)
- «Станица», 1928 (повесть)
- «Разбег», 1932 (повесть)
- «Сильнее смерти», М., 1932
- «Атака». Рассказы, М., 1933
- «На гребне». Роман. М, 1934, 1935.
- «Фронтовые записи», 1942
- «Кубанские записи». М., 1935; Л., 1938; М.,1955

## Память
- Улицы Ставского существуют в Пензе, Рузаевке, Ростове-на-Дону, Невеле и Великих Луках.
- В Пензе в советское время были установлены две мемориальные доски Владимиру Ставскому:
  - мемориальная доска на бывшем здании Пензенского реального училища (ныне — Многопрофильная гимназия № 4 «Ступени» г. Пензы)(ул. Володарского, 1/24), где В. П. Ставский учился в 1911—1915 годах
  - мемориальная доска на бывшем здании дома культуры фабрики «Маяк революции» (ныне — ОАО «Маяк») (улица Тарханова, 11 А), так как в 1916—1917 гг. В. П. Ставский работал на писчебумажной фабрике купца П. В. Сергеева, ставшей впоследствии фабрикой «Маяк революции».

Мемориальные доски В. П. Ставскому в г. Пензе
На бывшем здании Пензенского реального училища, где Ставский учился в 1911—1915 гг.
На бывшем здании дома культуры фабрики «Маяк революции». В 1916—1917 гг. Ставский работал на писчебумажной фабрике П. В. Сергеева, впоследствии названной «Маяк революции».

- с 1924 года в городе Невель Псковской области РСФСР действовал детский дом имени В. П. Ставского (в вестибюле которого была установлена стела с портретом писателя). После начала Великой Отечественной войны он был эвакуирован в село Шонгуты (здание было разрушено в период немецкой оккупации района), в августе 1944 года — восстановлен и возобновил работу.